# Pomatorhinus superciliaris
La cimitarra picofina (Pomatorhinus superciliaris) es una especie de ave paseriforme de la familia Timaliidae propia del Himalaya oriental y sus estribaciones. 

## Taxonomía
Fue descrita científicamente por el zoólogo inglés Edward Blyth en 1842. Anteriormente se clasificaba como la única especie del género Xiphirhynchus. Fue trasladado a Pomatorhinus como resultado de un estudio filogenético de 2009 que demostró que se ubicaba en un clado que contenía a los demás miembros de Pomatorhinus.

## Distribución y hábitat
Se encuentra en el Himalaya oriental, desde Nepal, y las estribaciones que se extienden hacia el sur y sureste, llegando a Vietnam y el este de Birmania.